# Нарізні роботи
Нарізні́ робо́ти (рос. нарезные работы, англ. heading works, first workings, нім. Herrichtungsarbeiten f pl, Vorrichtungsarbeiten f pl, Vorrichtung f) — проведення комплексу гірничих виробок у підготовлених ділянках родовища, необхідних для початку очисного виймання при прийнятій системі розробки. В ході нарізних робіт проводяться розрізні виробки — пічі або просіки.

## Загальний опис
Нарізні роботи — це частина гірничих робіт по підготовці шахтного поля, що включає проведення всіх дільничних виробок, необхідних для підготовки фронту очисних вибоїв.
Нарізними називають і роботи по проведенню розрізних печей та просіків.
Проведення нарізних виробок може здійснюватись звичайними способами або з використанням спеціальних нарізних комбайнів.
Нарізні роботи проводяться в підготовленій частині родовища. Нарізними роботами повністю завершується оконтурювання і підготовка запасів до проведення очисних робіт.
До нарізних належать виробки в межах експлуатаційних блоків, проведені як по корисній копалині, так і по пустих породах вище відкотних горизонтів: виробки доставки; бурові штреки й орти; «господарські» і складально-вентиляційні штреки і орти горизонту доставки; відрізні підняттєві виробки та їх розширення; вирубні штреки, орти, бурові камери; випускні дучки та їх розширення, рудоспуски.